# IRIS-T
L’AIM-2000 IRIS-T est un programme européen piloté par l’Allemagne visant à développer un missile air-air de courte portée à guidage infrarouge pour prendre la relève de l’AIM-9 Sidewinder, conçu dans les années 1950 et toujours utilisé par plusieurs pays membres de l’Organisation du traité de l’Atlantique nord (OTAN). Dans ce but, l’IRIS-T est conçu pour être embarqué et tiré depuis tout avion capable de mettre en œuvre l’AIM-9.
IRIS-T est un acronyme signifiant en anglais Infra Red Imaging System Tail/Thrust Vector-Controlled (système d’imagerie infrarouge contrôlé par poussée vectorielle).

## Historique

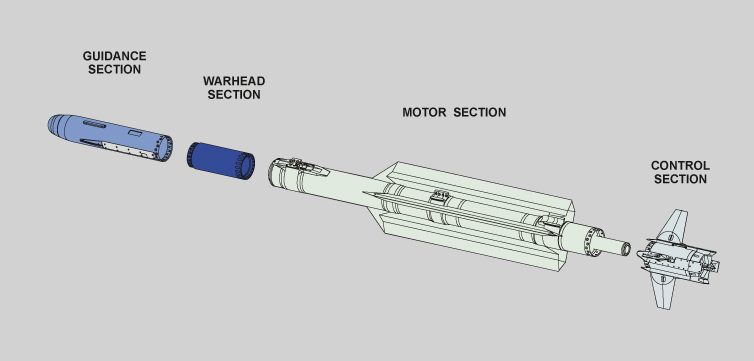
Éclaté de l’IRIS-T

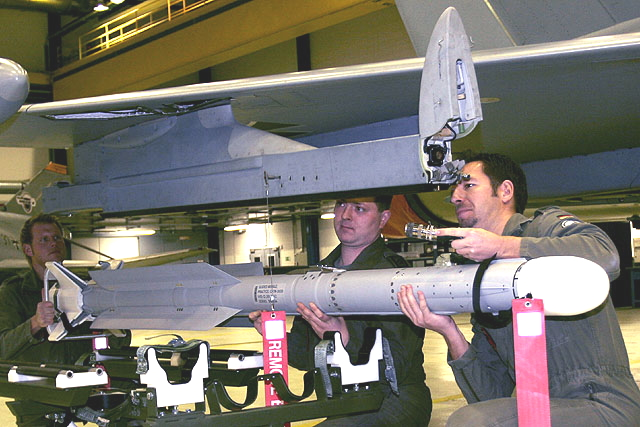
Des soldats allemands de la Luftwaffe montent un IRIS-T sur un Eurofighter Typhoon.

Dans les années 1980, les membres de l’OTAN signent un accord de coopération stipulant que les États-Unis développeraient un missile air-air à moyenne portée pour remplacer l’AIM-7 Sparrow tandis que le Royaume-Uni et la RFA seraient chargés de concevoir un missile air-air à courte portée pour prendre la relève de l’AIM-9 Sidewinder. Les travaux des États-Unis aboutissent à l’AIM-120 AMRAAM tandis que les développements germano-britanniques donnent naissance à l’AIM-132 ASRAAM.
L’ASRAAM avait débuté en 1970 comme un missile à haute manœuvrabilité connu sous le nom de Taildog, mais les études, qui s’achèvent en 1974, n’aboutissent pas sur des commandes fermes. Les travaux des Britanniques et des Allemands redonnent un nouveau souffle au projet, les Allemands fournissant une nouvelle tête chercheuse et les Britanniques l’essentiel des autres composants. Dans l’intervalle, la nécessité d’une portée accrue avait pris le pas sur le besoin d’une grande manœuvrabilité.
L’AIM-120 étant conçu pour les longues distances, au-delà de 30 kilomètres, les AIM-9 Sidewinder et le Taildog original, qui œuvrent à très courte portée, laissent une grande plage à couvrir. En conséquence, le profil original est retravaillé pour produire un engin moins manœuvrable, la poussée vectorielle étant notamment abandonnée, au profit d’une vitesse et d’une portée nettement améliorée.
Après la réunification allemande en 1990, l’Allemagne hérite d’un grand stock de missiles Vympel R-73 soviétiques, équipant d’ordinaire les MiG-29, et parvient à la conclusion que les performances du R-73 ont été passablement sous-estimées ; le missile soviétique s’avère notamment à la fois beaucoup plus manœuvrable et meilleur dans l’acquisition et la poursuite de ses cibles que la plus récente déclinaison d’AIM-9. Cet examen comparatif amène les autorités allemandes à remettre en question les choix faits pour la cellule de l’ASRAAM qui est du ressort des Britanniques. L’absence de poussée vectorielle pour accroître la manœuvrabilité en combat aérien rapproché est particulièrement critiquée. Les deux partenaires ne parvenant pas à trouver de compromis au sujet de l’ASRAAM, l’Allemagne se retire du projet en 1990, forçant la Grande-Bretagne à trouver un capteur de remplacement afin de mener à terme le développement du missile.
À la fin des années 1990, les États-Unis expriment des critiques similaires et entament un programme de mise à niveau similaire sur la base du AIM-9 visant à lui conférer une manœuvrabilité accrue et des anti contremesures infrarouges, c'est-à-dire des mesures mises en œuvre pour contrer les contremesures infrarouges ; le programme reçoit le nom d’AIM-9X.
En avril 2023 la Corée du sud a testé le missile Iris-T sous la désignation AIM-2000 sur son chasseur furtif KAI KF-21 Boramae. Il s'agissait d'essais d'intégration d'armement.

## Développement en partenariat
En 1995, l’Allemagne annonce le programme de développement IRIS-T, en collaboration avec la Grèce, l’Italie, la Norvège, la Suède et, initialement, le Canada qui abandonnera le programme ultérieurement.
La participation de chacun au projet IRIS-T s’établit à hauteur de 
1. 46 % pour l’Allemagne
2. 19 % pour l’Italie
3. 18 % pour la Suède
4. 13 % pour la Grèce
5. et 4 % partagés entre le Canada et la Norvège.

En 2003, l’Espagne rejoint le projet.
La Luftwaffe reçoit livraison de son premier missile le 5 décembre 2005.

## Variantes

### IDAS

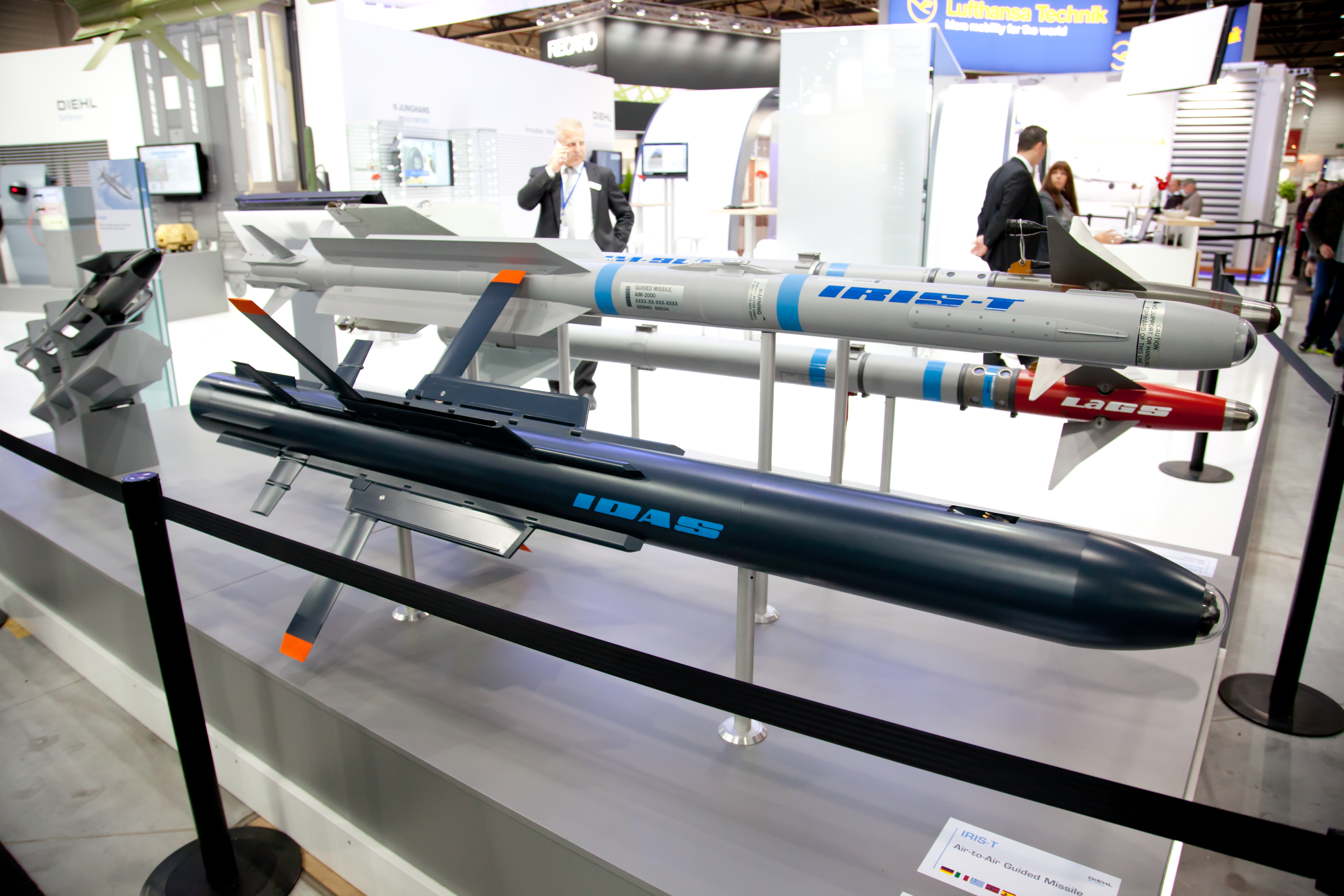
IDAS (missile) et IRIS-T

La variante de l’IRIS-T nommée IDAS, une version navalisée du missile, est en cours de développement pour équiper les sous-marins du type 212 de la marine allemande. L’IDAS vise les menaces aériennes et également les unités de surface de petite ou moyenne dimension ou encore des cibles côtières.

### IRIS-T SL
Sous couvert du programme MEADS, la Luftwaffe prévoit d’intégrer une version du missile à guidage radar, lancée du sol, appelée IRIS-T SL commercialisée en 2022 comme IRIS-T SLM.

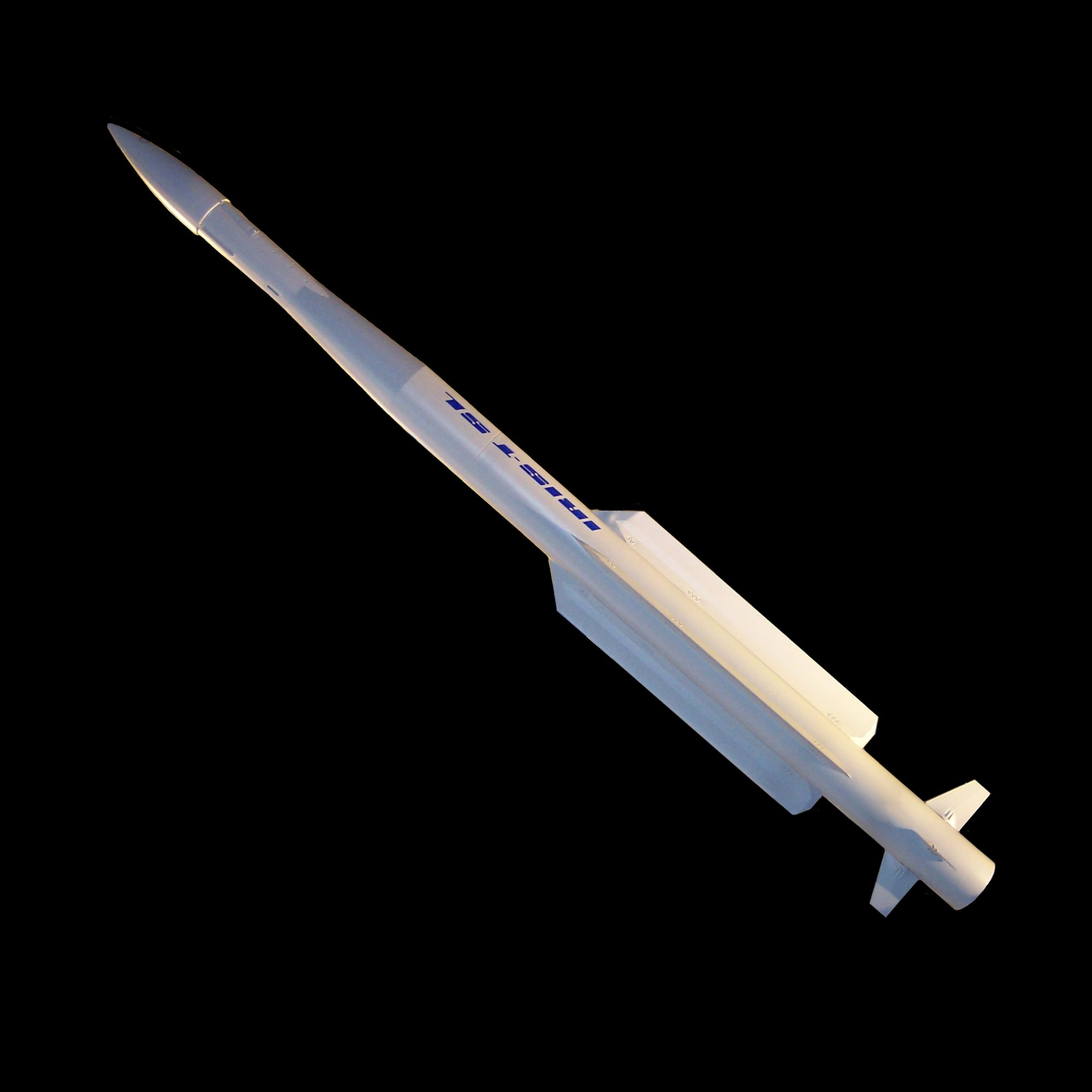
Missile IRIS-T SL
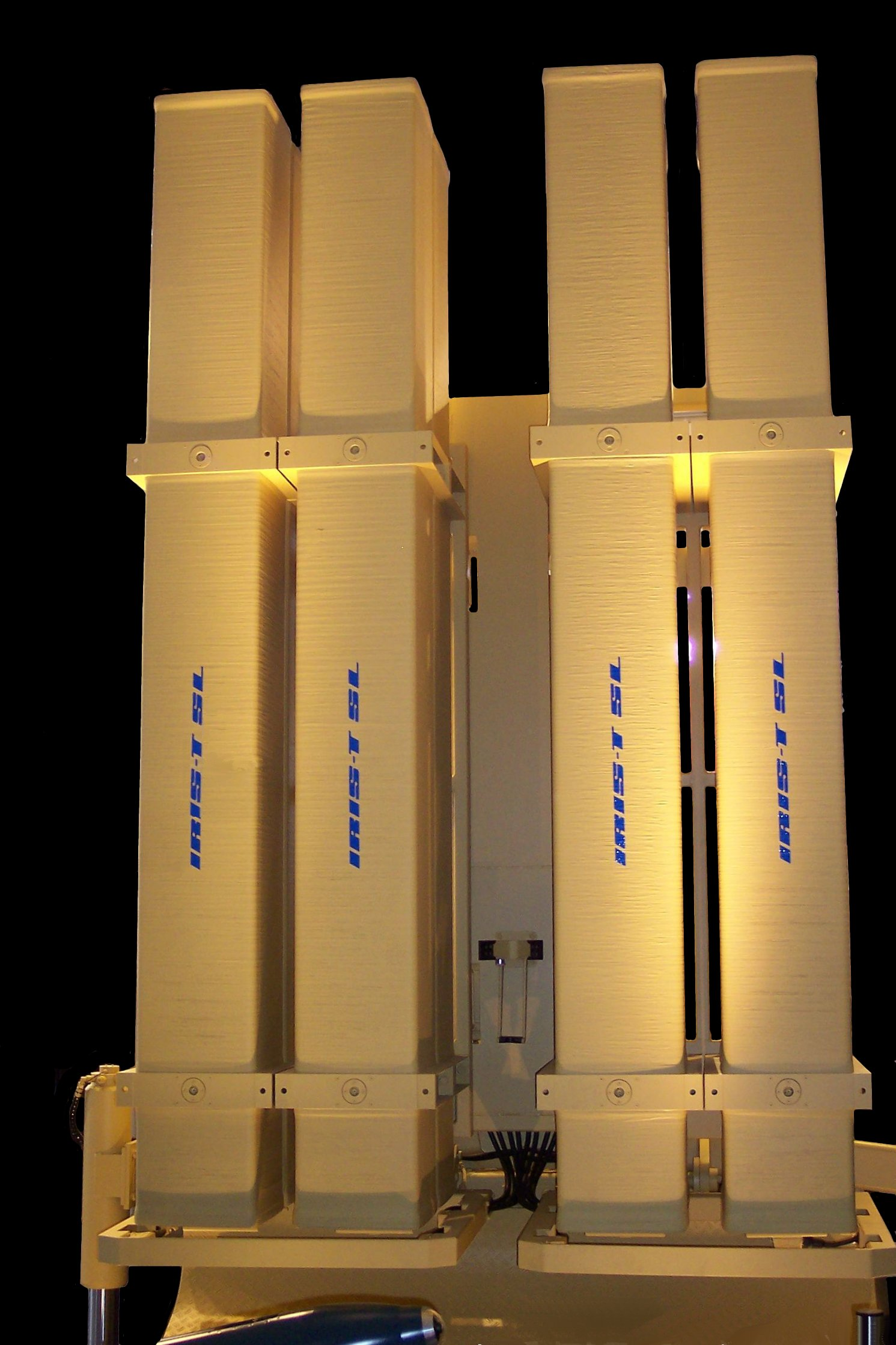
Système de lancement de l’IRIS-T SL
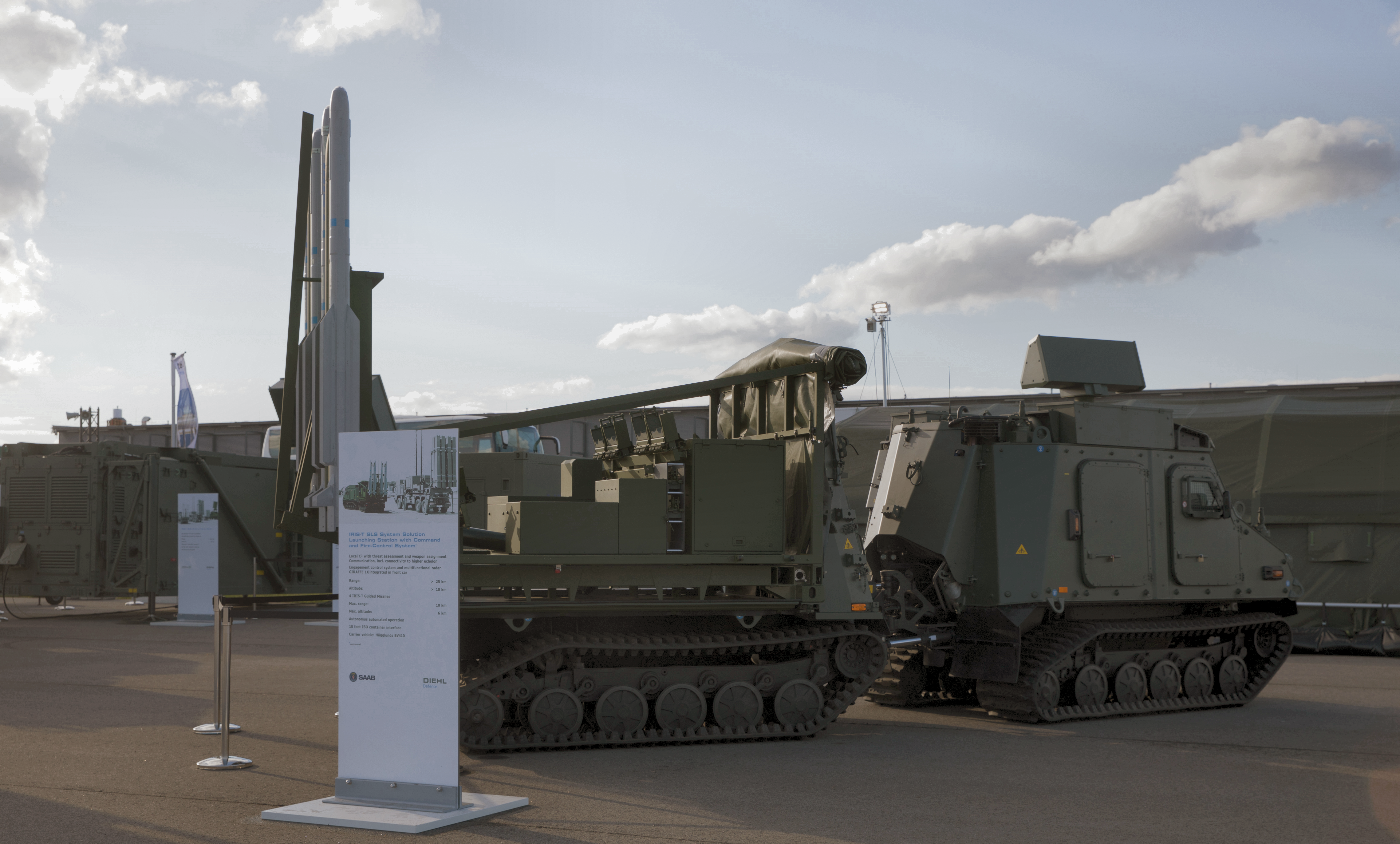
SLM.
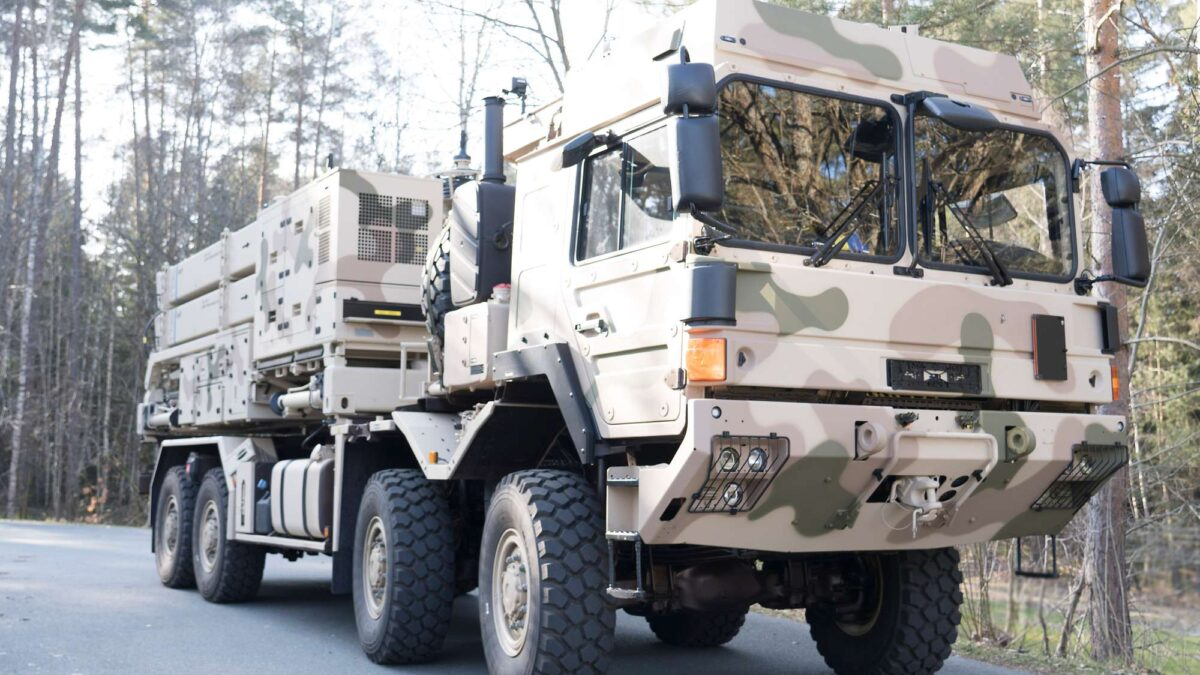
IRIS-T SLM en service dans la Force aérienne ukrainienne

### Capacité air-sol
En septembre 2016, une version air-sol pouvant cibler véhicules, bâtiments et navires est testée en Norvège.

## Performances en combat
L’IRIS-T est hautement résistant aux contremesures électroniques, capable d’une grande précision dans la détection de la cible et dans l’élimination des signaux parasites, et se montre extrêmement agile dans le combat aérien rapproché (capable d’encaisser 60 g ou 60°/s) ; l’IRIS-T est de surcroît capable d’accrocher une cible d’une distance 5 à 8 fois supérieure à ce dont est capable l’AIM-9L Sidewinder. Enfin, l’IRIS-T se montre même capable de détruire des cibles se trouvant derrière l’aéronef depuis lequel il est mis à feu.

Pendant l'invasion de l'Ukraine par la Russie, des IRIS-T ont été livrés à l'Ukraine. En septembre 2023, Diehl BGT Defence annonce que 110 cibles ont été abattues par le système, principalement des missiles de croisière.[réf. à confirmer]

## Utilisateurs
[Quand ?]
 Allemagne1250
 Espagne770
 Grèce350
 Autriche25
 Suède
 Norvège150
 Italie450
 Belgique0
 Pays-Bas500
 Arabie saouditeUn nombre non divulgué de missiles doit être livré.
 Afrique du Sud10 (seuls 10 exemplaires livrés sur une commande totale de 30 à l’origine)
 UkraineUn nombre non divulgué de missiles ainsi qu'un système IRIS-T-SLM comportant radar et système de commandement et de contrôle doivent être livrés par l'industriel Diehl à la suite d'une décision du gouvernement allemand du 1er juin 2022 pour soutenir l'Ukraine contre son invasion par la Russie. Budget alloué: 140 millions d'Euros,. La livraison est effectuée en octobre 2022. En mai 2023, deux systèmes sont en service et deux autres doivent être livrés.